# Silurichthys indragiriensis
Silurichthys indragiriensis és una espècie de peix de la família dels silúrids i de l'ordre dels siluriformes.

## Morfologia
- Els mascles poden assolir 10,5 cm de longitud total.
- Nombre de vèrtebres: 46-50.[5][6]

## Alimentació
Menja principalment insectes terrestres i artròpodes aquàtics.

## Hàbitat
És un peix d'aigua dolça i de clima tropical.

## Distribució geogràfica
Es troba a Àsia: Sumatra central i la Malàisia peninsular.